# Distretto di San Salvador de Quije
Il distretto di San Salvador de Quije è uno degli undici distretti della provincia di Sucre, in Perù. Si trova nella regione di Ayacucho e si estende su una superficie di 144,63 chilometri quadrati.

Istituito il 21 maggio 1962, ha per capitale la città di San Salvador de Quije; nel censimento del 2005 contava 1.525 abitanti.